# Contraindicació
Una contraindicació designa una situació que concerneix el pacient, que fa que un tractament mèdic o un examen mèdic no sigui pas del seu interès. Segons el cas les contraindicacions són determinades pels metges i la recerca científica. Es distingeix entre:
- Les contraindicacions absolutes, que significa que no hi ha circumstàncies raonables per dur a terme una acció. Per exemple els infants i adolescents amb infeccions víriques no hi haurien de prendre aspirines pel risc de la síndrome de Reye,[1] i una persona amb una al·lèrgia anafilàctica a un aliment mai hauria de menjar-lo. De manera similar a una persona amb hemocromatosi no se li hauria d'administrar preparats amb ferro.

- Les contraindicacions relatives volen dir que el pacient està en major risc de complicacions, però que aquests riscos poden ser superats per altres consideracions o mitigats per altres mesures. Per exemple, una dona embarassada que normalment han d'evitar els raigs X, però el risc pot ser superat pel benefici de diagnosticar (i tractar) una malaltia greu com la tuberculosi. En aquesta darrera situació, la relació benefici-risc de passar l'examen o de prendre un tractament mereix ser discutida per l'equip mèdic cas per cas.

Les contraindicacions poden concernir situacions molt variades:
- Una al·lèrgia a un tractament medicamentós.
- Una patologia: si el pacient pateix, per exemple, d'insuficiència renal, constitueix una contraindicació a la injecció de certs medicaments tòxics.
- Un tractament medicamentós en curs: dos tractaments medicamentosos simultanis poden, en certs casos, comportar conseqüències nefastes lligades a les interaccions entre medicaments.
- La claustrofòbia: és una contraindicació a un examen d'IRM.